# ZARD Forever Best ~25th Anniversary~
《ZARD Forever Best ~25th Anniversary~》는 일본의 밴드 ZARD의 다섯 번째 베스트 음반이며, 2016년 2월 10일 발매되었다. (BSCD2: JBCJ-9055~58) ZARD의 데뷔일에 맞춰 발매되었으며, 출시 직후의 기사에서는 B-Gram RECORDS 관계자의 말을 빌려 "본 작품이 마지막 베스트 음반"이라고 확언하고 있다. ZARD의 종합 프로듀서인 나가토 다이코와 데뷔부터 함께해온 테라오 히로시, 이 두 명이 주축이 되어 최종적으로 52곡이 선곡되었다. 이들 곡은 다시 '계절'을 테마로 4장의 CD에 나뉘어 담겼다.

## 수록곡

### Disc 1
- 이 장의 테마는 조춘(早春 →초봄)이다.

| #   | 제목                                                                                                   | 작사          | 작곡                  | 편곡                  | 재생 시간 |
| --- | --- | ------------- | --------------------- | --------------------- | --------- |
| 1.  | 〈〈Don't you see!〉〉                                                                                 | 사카이 이즈미 | 쿠리바야시 세이이치로 | 하야마 타케시         |           |
| 2.  | 〈〈마이 프렌드〉〉 (マイ フレンド 마이 후렌도[*])                                                     | 사카이 이즈미 | 오다 테츠로           | 하야마 타케시         |           |
| 3.  | 〈〈이 사랑에 지칠때도〉〉 (この愛に泳ぎ疲れても 코노아이니오요기츠카레테모[*])                        | 사카이 이즈미 | 오다 테츠로           | 아카시 마사오         |           |
| 4.  | 〈〈Good-bye My Loneliness〉〉 (君に逢いたくなったら… 키미니아이타쿠낫타라[*])                         | 사카이 이즈미 | 오다 테츠로           | 하야마 타케시         |           |
| 5.  | 〈〈WAKE UP MAKE THE MORNING LAST ~잊혀지지 않는 사람에게~〉〉 (-忘れがたき人へ 와스레가타키히토에[*]) | 사카이 이즈미 | 후쿠야마 히로야       | 후루이 히로히토       |           |
| 6.  | 〈〈너를 만나고 싶어지면...〉〉 (君に逢いたくなったら… 키미니아이타쿠낫타라[*])                        | 사카이 이즈미 | 오다 테츠로           | 하야마 타케시         |           |
| 7.  | 〈〈숨도 쉴 수가 없어〉〉 (息もできない 이키모데키나이[*])                                             | 사카이 이즈미 | 오다 테츠로           | 하야마 타케시         |           |
| 8.  | 〈〈지금 바로 만나러 와 줘요〉〉 (今すぐ会いに来て 이마스구아이니키테[*])                              | 사카이 이즈미 | 쿠리바야시 세이이치로 | 아카시 마사오         |           |
| 9.  | 〈〈하이힐을 벗어 던지고〉〉 (ハイヒール脱ぎ捨てて 하이히루누기스테테[*])                              | 사카이 이즈미 | 쿠리바야시 세이이치로 | 하야마 타케시         |           |
| 10. | 〈〈forever you〉〉                                                                                    | 사카이 이즈미 | 오다 테츠로           | 아카시 마사오         |           |
| 11. | 〈〈내일을 꿈꾸며〉〉 (明日を夢見て 아시타오유메미테[*])                                               | 사카이 이즈미 | 오노 아이카           | 코바야시 사토루       |           |
| 12. | 〈〈날개를 펼쳐〉〉 (翼を広げて 츠바사오히로게테[*])                                                   | 사카이 이즈미 | 오다 테츠로           | 아카시 마사오         |           |
| 13. | 〈〈사랑은 어두운 곳 안에서 featuring Aya Kamiki〉〉 (愛は暗闇の中で 아이와쿠라야미노나카데[*])        | 사카이 이즈미 | 쿠리바야시 세이이치로 | 모리시타 시온 (SCHON) |           |

### Disc 2
- 이 장의 테마는 초하(初夏 →초여름)이다.

| #   | 제목 | 작사                        | 작곡                  | 편곡            | 재생 시간 |
| --- | --- | --------------------------- | --------------------- | --------------- | --------- |
| 1.  | 〈〈별의 반짝임이여〉〉 (星のかがやきよ 호시노카가야키요[*])                                               | 사카이 이즈미               | 오노 아이카           | 하야마 타케시   |           |
| 2.  | 〈〈여름을 기다리는 돛처럼〉〉 (夏を待つセイル(帆)のように 나츠오마츠세이루노요니[*])                      | 사카이 이즈미               | 오노 아이카           | 하야마 타케시   |           |
| 3.  | 〈〈그대가 없어요〉〉 (君がいない 키미가이나이[*])                                                         | 사카이 이즈미               | 쿠리바야시 세이이치로 | 아카시 마사오   |           |
| 4.  | 〈〈마음을 열고〉〉 (心を開いて 코코로오히라이테[*])                                                       | 사카이 이즈미               | 오다 테츠로           | 이케다 다이스케 |           |
| 5.  | 〈〈흔들리는 마음〉〉 (揺れる想い 유레루오모이[*])                                                         | 사카이 이즈미               | 오다 테츠로           | 아카시 마사오   |           |
| 6.  | 〈〈솔직하게 말할 수 없어서 featuring Mai Kuraki〉〉 (素直に言えなくて 스나오니이에나쿠테[*])              | 사카이 이즈미               | 사카이 이즈미         | 오카모토 히토시 |           |
| 7.  | 〈〈Oh my love〉〉                                                                                         | 사카이 이즈미               | 오다 테츠로           | 아카시 마사오   |           |
| 8.  | 〈〈비에 젖어〉〉 (雨に濡れて 아메니누레테[*])                                                             | 사카이 이즈미 / 우에스기 쇼 | 쿠리바야시 세이이치로 | 아카시 마사오   |           |
| 9.  | 〈〈I still remember〉〉                                                                                   | 사카이 이즈미               | 쿠리바야시 세이이치로 | 아카시 마사오   |           |
| 10. | 〈〈내년 여름도〉〉 (来年の夏も 라이넨노나츠모[*])                                                         | 사카이 이즈미               | 쿠리바야시 세이이치로 | 아카시 마사오   |           |
| 11. | 〈〈당신에게로 돌아가고 싶어요〉〉 (あなたに帰りたい 아나타니카에리타이[*])                                | 사카이 이즈미               | 쿠리바야시 세이이치로 | 아카시 마사오   |           |
| 12. | 〈〈사랑이 보이지 않아〉〉 (愛が見えない 아이가미에나이[*])                                                | 사카이 이즈미               | 오자와 마사즈미       | 하야마 타케시   |           |
| 13. | 〈〈끝없는 꿈을 ZYYG, REV, ZARD & WANDS featuring 나가시마 시게오〉〉 (果てしない夢を 하테시나이유메오[*]) | 사카이 이즈미 / 우에스기 쇼 | 데구치 마사유키       | 아카시 마사오   |           |

### Disc 3
- 이 장의 테마는 성하(盛夏 →한여름)이다.

| #   | 제목 | 작사          | 작곡                  | 편곡                            | 재생 시간 |
| --- | --- | ------------- | --------------------- | ------------------------------- | --------- |
| 1.  | 〈〈더없이 소중한 것〉〉 (かけがえのないもの 카케가에노나이모노[*])                                           | 사카이 이즈미 | 오노 아이카           | 코바야시 사토루                 |           |
| 2.  | 〈〈머나먼 별을 세면서〉〉 (遠い星を数えて 토오이호시오카조에테[*])                                           | 사카이 이즈미 | 쿠리바야시 세이이치로 | 토쿠나가 아키히토               |           |
| 3.  | 〈〈바람이 흘러 지나가는 거리〉〉 (風が通り抜ける街へ 카제가토오리누케루마치에[*])                            | 사카이 이즈미 | 오다 테츠로           | 토쿠나가 아키히토               |           |
| 4.  | 〈〈DAN DAN 마음이 이끌려〉〉 (-心魅かれてく -코코로히카레테쿠[*])                                            | 사카이 이즈미 | 오다 테츠로           | 하야마 타케시                   |           |
| 5.  | 〈〈돌연〉〉 (突然 도츠젠[*])                                                                                 | 사카이 이즈미 | 오다 테츠로           | 하야마 타케시                   |           |
| 6.  | 〈〈Today is another day〉〉                                                                                  | 사카이 이즈미 | 오다 테츠로           | 이케다 다이스케                 |           |
| 7.  | 〈〈Season〉〉                                                                                                | 사카이 이즈미 | 쿠리바야시 세이이치로 | 하야마 타케시                   |           |
| 8.  | 〈〈잠 못드는 밤을 안고〉〉 (眠れない夜を抱いて 네무레나이요루오다이테[*])                                    | 사카이 이즈미 | 오다 테츠로           | 아카시 마사오 / 이케다 다이스케 |           |
| 9.  | 〈〈이렇게 곁에 있는데도〉〉 (こんなにそばに居るのに 콘나니소바니이루노니[*])                                 | 사카이 이즈미 | 쿠리바야시 세이이치로 | 아카시 마사오                   |           |
| 10. | 〈〈영원〉〉 (永遠 에이엔[*])                                                                                 | 사카이 이즈미 | 토쿠나가 아키히토     | 토쿠나가 아키히토               |           |
| 11. | 〈〈이별인사는 지금도 가슴 속에 있어요〉〉 (サヨナラは今もこの胸に居ます 사요나라와이마모코노무네니이마스[*]) | 사카이 이즈미 | 쿠리바야시 세이이치로 | 하야마 타케시                   |           |
| 12. | 〈〈잠〉〉 (眠り 네무리[*])                                                                                   | 사카이 이즈미 | 사카이 이즈미         | 이케다 다이스케                 |           |
| 13. | 〈〈그 미소를 잊지 말아요〉〉 (あの微笑みを忘れないで 아노호호에미오와스레나이데[*])                          | 사카이 이즈미 | 카와시마 다리아       | 아카시 마사오                   |           |

### Disc 4
- 이 장의 테마는 추동(秋冬 →가을, 겨울)이다.

| #   | 제목                                                                                         | 작사          | 작곡                  | 편곡            | 재생 시간 |
| --- | -------------------------------------------------------------------------------------------- | ------------- | --------------------- | --------------- | --------- |
| 1.  | 〈〈조금 더 조금만 더...〉〉 (もう少し あと少し… 모스코시 아토스코시[*])                     | 사카이 이즈미 | 쿠리바야시 세이이치로 | 아카시 마사오   |           |
| 2.  | 〈〈Get U're Dream〉〉                                                                       | 사카이 이즈미 | 오노 아이카           | 하야마 타케시   |           |
| 3.  | 〈〈IN MY ARMS TONIGHT〉〉                                                                   | 사카이 이즈미 | 하루하타 미치야       | 아카시 마사오   |           |
| 4.  | 〈〈운명의 룰렛을 돌리며〉〉 (運命のルーレット廻して 운메이노루렛토마와시테[*])              | 사카이 이즈미 | 쿠리바야시 세이이치로 | 이케다 다이스케 |           |
| 5.  | 〈〈소녀 시절로 되돌아간 것처럼〉〉 (少女の頃に戻ったみたいに 쇼조노코로니모돗타미타이니[*]) | 사카이 이즈미 | 오노 아이카           | 이케다 다이스케 |           |
| 6.  | 〈〈절대 잊지 않겠어요〉〉 (きっと忘れない 킷토와스레나이[*])                                | 사카이 이즈미 | 오다 테츠로           | 아카시 마사오   |           |
| 7.  | 〈〈이렇게 사랑하는데도〉〉 (こんなに愛しても 콘나니아이시테모[*])                           | 사카이 이즈미 | 쿠리바야시 세이이치로 | 아카시 마사오   |           |
| 8.  | 〈〈promised you〉〉                                                                         | 사카이 이즈미 | 쿠리바야시 세이이치로 | Cybersound      |           |
| 9.  | 〈〈GOOD DAY〉〉                                                                             | 사카이 이즈미 | 와타누키 마사아키     | 이케다 다이스케 |           |
| 10. | 〈〈My Baby Grand ~따스함이 필요해서~〉〉 (-ぬくもりが欲しくて -누쿠모리가호시쿠테[*])       | 사카이 이즈미 | 오다 테츠로           | 이케다 다이스케 |           |
| 11. | 〈〈글로리어스 마인드〉〉 (グロリアス マインド 구로리아스 마인도[*])                         | 사카이 이즈미 | 오노 아이카           | 하야마 타케시   |           |
| 12. | 〈〈당신을 느끼고 싶어요〉〉 (あなたを感じていたい 아나타오칸지테이타이[*])                  | 사카이 이즈미 | 오다 테츠로           | 오다 테츠로     |           |
| 13. | 〈〈지지마세요〉〉 (負けないで 마케나이데[*])                                                | 사카이 이즈미 | 오다 테츠로           | 하야마 타케시   |           |